# Hội Tưới tiêu Việt Nam
Hội Tưới tiêu Việt Nam là tổ chức xã hội - nghề nghiệp của những người làm việc trong lĩnh vực tưới tiêu tại hoặc liên quan đến Việt Nam .
Hội có tên giao dịch tiếng Anh là Vietnam National Commission on Irrigation & Drainage, viết tắt là VNCID.
Hội thành lập ngày 19/7/2007 . Trụ sở Hội đặt tại địa chỉ P.302 nhà 162A đường Trần Quang Khải, phường Lý Thái Tổ, quận Hoàn Kiếm, Hà Nội .